# Lauro Toneatto
Lauro Toneatto (Flambro, 21 gennaio 1933 – Siena, 13 maggio 2010) è stato un calciatore e allenatore di calcio italiano difensore.

## Carriera

### Giocatore
Difensore arcigno e piuttosto ruvido, mai oltre la Serie C, dopo aver giocato nell'Empoli fino al 1955 diventa una bandiera del Siena con cui disputa 8 stagioni fra Serie C e Serie D, e oltre 200 partite; è al 2013 il quarto giocatore più presente di sempre con la maglia dei bianconeri.

### Allenatore
Dopo il ritiro dall'attività agonistica viene richiamato proprio dal Siena per guidare la squadra dalla panchina. Nel 1966 passa quindi al Bari con 
il quale in tre stagioni ottiene una doppia promozione dalla C alla A e la medaglia d'oro FIGC quale miglior allenatore della terza serie nel 1966-67.
Nell'estate 1969 è al centro di un giallo di mercato. Abbandona infatti il Bari per andare ad allenare il Torino il quale però all'ultimo momento gli preferisce Giancarlo Cadè. Toneatto, ormai occupata la panchina del Bari da Pugliese, deve ripiegare sul Pisa in Serie B, dal quale sarà presto esonerato.
Torna quindi al Bari, con cui manca la promozione in A agli spareggi nell'annata 1970-71, poi passa nel 1972 al Foggia, che trascina alla terza promozione in Serie A. Resta quindi coi pugliesi nella stagione 1973-74, che sarà la sua unica in massima serie, e si conclude con la retrocessione matematica all'ultima giornata, nella sfida col Milan.

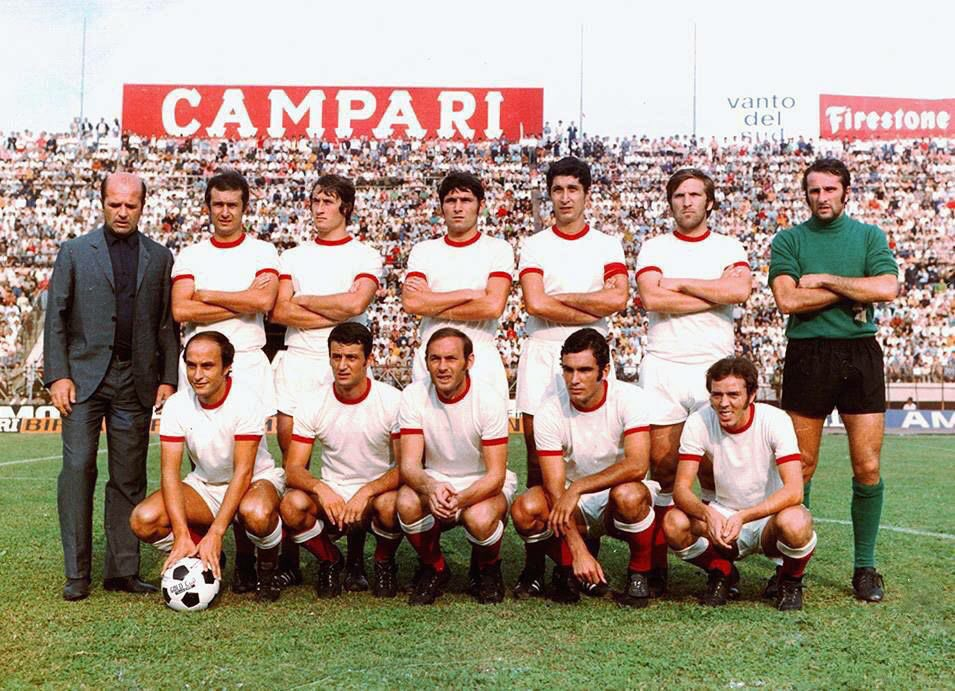
Toneatto (in piedi, primo da sinistra) con il Bari della stagione 1970-1971

La carriera di Toneatto prosegue quindi fra Serie B e Serie C, fra esoneri e incarichi a campionato in corso. Fra questi è da ricordare l'annata 1979-80 nella quale diventa il primo tecnico assunto da Paolo Mantovani nella sua presidenza della Sampdoria. Subentrato in corso di stagione a Lamberto Giorgis, porta i blucerchiati dalla zona retrocessione a sfiorare la promozione, ma ciò non gli vale la conferma per la stagione successiva.
A suo modo da ricordare è anche l'annata 1984-85, quando è uno dei 6 allenatori (record assoluto) che si succedono alla guida del Taranto.
Alla fine degli anni 1980 si ritira dall'attività per ragioni di salute. Ha vissuto a San Giovanni a Cerreto (Siena) fino al 13 maggio 2010, giorno della sua scomparsa, avvenuta all'età di 77 anni.
Tecnico ruspante e poco diplomatico, molto pragmatico e pratico, non orientato ad alchimie tattiche particolari né al gioco spettacolare, è stato forse non completamente a ragione considerato come uno degli esponenti più tipici del gioco difensivista e catenacciaro. In realtà, alcune delle sue formazioni quali ad esempio il Foggia della promozione in A e la Sampdoria del girone di ritorno del campionato 1979-80, hanno espresso anche un discreto livello di gioco.

## Palmarès

### Giocatore
- Scudetto IV Serie: 1

Siena: 1955-1956

### Allenatore
- Campionato italiano Serie C: 1

Bari: 1966-1967 (girone C)